# AC75
L'AC75 (sigla per America's Cup 75) è un'imbarcazione monoscafo a vela di lunghezza 20,7 m, utilizzata a partire dalla campagna per la Coppa America 2021.
La classe presenta una combinazione innovativa di sistemi di navigazione per un monoscafo: foil montati su tamburi longitudinali movimentati mediante un'unità idraulica, una doppia randa e nessun bulbo. Con queste imbarcazioni sono state raggiunte velocità fino a 55 nodi (102 km/h).

## La nuova classe
In seguito all'America's Cup 2017, il club vincitore Royal New Zealand Yacht Squadron accettò un bando di sfida del Circolo della Vela Sicilia che prevedeva l'utilizzo di monoscafi nelle successive competizioni di America's Cup. Il progetto base venne svelato il 21 novembre 2017 e la prima bozza delle nuove regole di classe pubblicata il 29 marzo 2018. Il ritorno ai monoscafi con vele "morbide" avvenne dopo tre campagne di Coppa America disputate su catamarani ad ala rigida. 
Secondo il protocollo, ogni club concorrente poteva costruire due yacht. Il regolamento non imponeva vincoli sulla forma dello scafo e sulla distribuzione dei pesi, garantendo così particolare eterogeneità alle imbarcazioni, ma per ridurre i costi di progettazione e di test, i sistemi di movimentazione e controllo dei foil vennero realizzati, per tutti i team, dal defender Team New Zealand, mentre le braccia dei foil dal Challenger of Record Luna Rossa.

## Scafo
L'insieme carena-coperta assume la forma complessiva che ricorda quella di un profilo alare, con una superficie perfettamente avviata, senza interruzioni né aperture, nemmeno in coperta, se non quelle strettamente necessarie. 

### Carena
La carena differisce notevolmente da uno scafo tradizionale dislocante poiché concepita prevalentemente per la navigazione fuori dall'acqua. Particolare attenzione è, pertanto, riservata all'aerodinamica dello scafo.
Il lato inferiore della carena è tendenzialmente piatto, insieme alla sezione piatta poppiera ha la funzione di creare il cosiddetto effetto suolo, ovvero un cuscino di aria che, rimanendo intrappolato tra la superficie dell’acqua e il fondo della barca, fornisce una spinta verso l’alto, la quale si aggiunge a quella fornita dai foil favorendo il volo. Le sezioni verticali di prua hanno invece la funzione di minimizzare la resistenza all’avanzamento nella navigazione dislocante per favorire il decollo.

### Coperta
Su un AC75 la coperta rappresenta il dorso del profilo alare costituito dall’insieme carena-coperta. Proprio sul dorso del profilo-coperta, per effetto delle elevate velocità, si sviluppa una depressione che genera una forza verso l’alto, la portanza,  che si aggiunge a quella sviluppata dal foil e a quella dovuta all’effetto suolo della carena che sfiora l’acqua. Il tutto per favorire il volo.
Le manovre, per minimizzare l'attrito con l'aria, si trovano al di sotto della coperta.

## Foil
I foil sono tre: uno sul timone, due sulle murate. Questi ultimi sono collegati a due bracci basculanti (foil arm) che hanno un’apertura massima di quattro metri; quando l’imbarcazione è all’ormeggio vengono abbassati per ridurre il baglio al minimo e occupare meno spazio. Nelle manovre, come il giro di boa in virata, entrambi i foil laterali sono in acqua per dare maggiore stabilità. Nella normale navigazione, solo il foil sottovento è in acqua per fornire la spinta di sollevamento allo scafo, mentre quello sopravento assicura il momento raddrizzante che impedisce il ribaltamento.
La portanza generata dal foil wing in acqua, oltre a sollevare la barca e farla volare, contrasta il momento sbandante causato dal vento che spinge sulle vele. Per massimizzare la coppia raddrizzante (il cosiddetto “momento”), i due foil wing sono applicati in fondo a dei lunghi bracci mobili, i foil arm, che vengono posizionati come due ali di uccello per distanziare al massimo (braccio di raddrizzamento) le due forze verticali di verso opposto, rappresentate dalla portanza del foil wing sottovento (forza verso l’alto) e dal peso dell’intero foil zavorrato sopravvento (forza verso il basso). Tra le due ali del foil c’è un siluro zavorrato che permette all’intera deriva di superare i 1000 kg. A questa coppia raddrizzante si aggiunge un’analoga coppia raddrizzante costituita dal peso della barca ma avente un braccio minore.

## Vele
La velatura è costituita dalla randa e dal fiocco. Entrambe sono soft wing ossia vele tradizionali, a differenza dell'ala rigida utilizzata nelle tre edizioni di America's Cup precedenti al 2021.
Particolare da un punto di vista strutturale è il profilo della randa, costituito da due vele issate parallelamente, all’interno delle quali sono inseriti i controlli della forma. In più, rispetto a un sistema albero-vele tradizionale, grazie all’albero a sezione a D libero di ruotare in coperta, in cui le vele sono inferite, si elimina lo “scalino” tra l’albero e la vela che sporca il flusso del vento. Il tutto consente di avere un’efficienza paragonabile a quella di un’ala rigida ma con una facilità di utilizzo simile a quella di una vela tradizionale.
All’interno della “soft wing” è poi inserita una serie di strumenti per la regolazione e il controllo della forma della vela, come il camber, la profondità del profilo alare, o il twist, lo svergolamento della vela. Il tutto è gestito dal randista che ha in mano una mini consolle, con la quale regola la scotta, il carrello della randa, lo spanner che permette la rotazione dell’albero, il tesabase con cui si regola il grado di curvatura della base randa (il cosiddetto grasso) e altro. Tutti questi controlli consentono di rendere il profilo asimmetrico tra sopravvento e sottovento, consentendo regolazioni estremamente precise e versatili.
Sempre in nome della massima resa aerodinamica, è diventato invisibile il boma, il motivo è quello di sfruttare al massimo il profilo alare della vela, “saldandolo” alla coperta.
La coperta ribassata, oltre a ridurre la resistenza aerodinamica, permette anche di guadagnare qualche ulteriore metro quadrato di superficie velica.

## Equipaggio

### America's Cup 2024
L'equipaggio è di 8 persone totali, 2 timonieri, 2 trimmer (addetti alle regolazioni vele), 4 cyclors (ciclisti), questi ultimi, novità recente. La funzione dei "cyclors" consiste prevalentemente nella funzione di generare elettricità per alimentare i sistemi di manovra di bordo. L'elettricità viene prodotta pedalando su delle dinamo.
L'altra novità, la quale comporta a sua volta un equipaggio notevolmente ridotto, è che i winch e tutti i sistemi di regolazione sono di tipo elettrico, come per i moderni yacht a vela, l'energia per tenere in funzione i sistemi è generata appunto dai "cyclors".
L'equipaggio è diviso sui due lati della coperta, con le medesime funzioni per lato, pertanto su ogni lato è presente un timoniere, un trimmer e due cyclors.
La disposizione dell'equipaggio sulla coperta può essere variabile, il layout preferito dalla maggior parte dei team prevede una sistemazione in tandem, ossia tutti e quattro i membri dell'equipaggio in fila uno dietro l'altro su ogni lato.
Il layout può prevedere configurazioni diverse con timoniere e trimmer affiancati, e cyclors sdraiati, quale configurazione adottata ad esempio per il team New York Yacht Club American Magic.